# اس‌اواس (ترانه)
«اس‌اواس» (انگلیسی: SOS) ترانه‌ای یوروپاپ از ابرگروه سوئدی موسیقی پاپ آبا است که در سال ۱۹۷۵ منتشر شد. این ترانه که با صدای آنگنیه‌تا فلتسکوگ اجرا شد، دومین ترانه موفق آبا در سطح بین‌المللی پس از «واترلو» بود.

## فهرست ترانه‌ها
| روی اول | روی اول     | روی اول                               | روی اول |
| شماره   | نام         | نویسنده(ها)                           | مدت     |
| ------- | ----------- | ------------------------------------- | ------- |
| ۱.      | «اس‌اواس»    | استیگ آندِشون بیورن اولویوس بنی آندِشون | ۳:۲۴    |
| ۲.      | «مرد میانی» | استیگ آندِشون بیورن اولویوس            | ۳:۰۴    |

## جداول موسیقی
| جدول (۱۹۷۶–۱۹۷۵)                  | بالاترین رتبه |
| --------------------------------- | ------------- |
| استرالیا (گزارش موسیقی کنت)       | ۱             |
| اتریش (او۳ تاپ ۴۰ اتریش)          | ۲             |
| بلژیک (اولتراتاپ ۵۰ فلاندرز)      | ۱             |
| بلژیک (اولتراتاپ ۵۰ والونی)       | ۴             |
| تک‌آهنگ‌های برتر کانادا (آرپی‌ام)    | ۹             |
| تک‌آهنگ‌های برتر کانادا (آرپی‌ام)    | ۱۷            |
| دانمارک (تی‌ار)                    | ۷             |
| فرانسه (مؤسسه افکار عمومی فرانسه) | ۱۰            |
| ایرلند (ایرما)                    | ۴             |
| ایتالیا (موزیکا ئی دیسکی)         | ۲             |
| هلند (۴۰ آهنگ برتر)               | ۲             |
| هلند (۱۰۰ تک‌آهنگ برتر)            | ۲             |
| نیوزیلند (ریکوردد میوزیک ان‌زد)    | ۱             |
| نروژ (وی‌جی-لیستا)                 | ۲             |
| رودزیا (لایونز مید)               | ۲             |
| آفریقای جنوبی (رادیو اسپرینگ‌باک)  | ۱             |
| سوئیس (شوایزر هیت‌پاراد)           | ۳             |
| تک‌آهنگ‌های بریتانیا (اوسی‌سی)       | ۶             |
| بیلبورد هات ۱۰۰ ایالات متحده      | ۱۵            |
| بزرگسالان معاصر بیلبورد آمریکا    | ۱۹            |
| ۱۰۰ تک‌آهنگ برتر کش‌باکس آمریکا     | ۱۲            |
| آلمان غربی (جدول‌های رسمی آلمان)   | ۱             |

| جدول (۲۰۰۱)    | بالاترین رتبه |
| -------------- | ------------- |
| ژاپن (اوریکون) | ۱۵            |

| جدول (۱۹۷۵)                      | رتبه |
| -------------------------------- | ---- |
| استرالیا (گزارش موسیقی کنت)      | ۵۲   |
| بلژیک (اولتراتاپ فلاندرز)        | ۲۲   |
| تک‌آهنگ‌های برتر کانادا (آرپی‌ام)   | ۱۶۰  |
| هلند (۴۰ آهنگ برتر هلند)         | ۲۷   |
| هلند (۱۰۰ تک‌آهنگ برتر هلند)      | ۲۹   |
| آفریقای جنوبی (رادیو اسپرینگ‌باک) | ۸    |
| سوئیس (جدول موسیقی سوئیس)        | ۸    |
| جدول تک‌آهنگ‌های بریتانیا (OCC)    | ۴۸   |
| بیلبورد هات ۱۰۰ آمریکا           | ۱۴۰  |
| آلمان (رتبه‌بندی سرگرمی جی‌اف‌کی)   | ۱۸   |

| جدول موسیقی (۱۹۷۶)                 | رتبه |
| ---------------------------------- | ---- |
| استرالیا (گزارش موسیقی کنت)        | ۱۶   |
| نیوزیلند (انجمن صنعت ضبط نیوزیلند) | ۳۷   |